# Brignac-la-Plaine
Brignac-la-Plaine is een gemeente in het Franse departement Corrèze (regio Nouvelle-Aquitaine) en telt 776 inwoners (2004). De plaats maakt deel uit van het arrondissement Brive-la-Gaillarde.

## Geografie
De oppervlakte van Brignac-la-Plaine bedraagt 18,6 km², de bevolkingsdichtheid is 41,7 inwoners per km².
De onderstaande kaart toont de ligging van Brignac-la-Plaine met de belangrijkste infrastructuur en aangrenzende gemeenten.

## Demografie
Onderstaande figuur toont het verloop van het inwonertal (bron: INSEE-tellingen).